# Композиција слике
Композиција или правила композиције јесте збир правила и препорука на уређење елемената у уметничком делу у слици, графичком дизајну, филму, фотографији, скулптури. 
Композиција то је такав џумбус. Ако би прочитали све књиге које о томе постоје, тада када тако погледате немогуће је их се држати. То је само пропис. Тих основних елемената увек тамо мора бити. Сигурно да!— Јосеф Судек
Композиција је уметност распоређивања разних елемената којим сликар располаже да изрази своје осећање.— Анри Матис
Ликовна композиција укључује више појмова, односно начина комбиновања ликовних елемената:
- Ритам
- Контраст
- Хармонија
- Равнотежа
- Пропорција
- Доминанта
- Јединство

## Композициони елементи
Разни визуелни елементи, познати као композициони елементи, формални елементи или уметнички елементи јесу они којима се уметник служи да би компоновао слике. Ови елементи се у укупној конструкцији слике обично односе сами према себи и према целини дела. За композицију су важни саставни принципи, тј. поступци који се примењују у другим системима и дисциплинама. То су принципи: улоге, контраста, симетрије и пропорције.
Композиционе методе:
- Саставни принципи- су поступци који имају опште вредности

1. Принцип улоге- основни принцип састава слике
2. Принцип ритма- понављање истих или сличних елемената или облика, тонова или боја
3. Принцип симетрије- правилан распоред около средине или неке осовине
4. Принцип контраста- узајамно постављање два или више различитих квалитета или квантитета
5. Принцип пропорције- за доношење судова о величини других објеката

- Линеарна композиција- линија и крива која ствара визуелни пут који омогућава да се око креће у оквиру слике.

1. Смер- визуелне трасе које могу имати вертикални, хоризонтални или дијагонални

- Тонална композиција- светлост и сенке које утичу на светлости и контраст

1. Облици и објекти- тоналне композиције, геометријска омеђеност области ивица
2. Текстура- особине површина
3. Величина- релативне размере, пропорције и узајамни односи слика и облика

- Композиција боја- боја која изражава тонове и различити интензитет
- Перспектива- изражавање дубине, предњег, средњег и стражњег плана
- Простор- простор који обухвата дело

## Саставни принципи
То су принципи које су присутни у другим дисциплинама и имају општу употребу. То су принципи улоге, ритма, контраста, симетрије и пропорције.

### Принцип улоге
Је главни принцип композиције слике. Сваки елеменат у слици има одређену улогу, има одређени значај и игра одређену улогу у слици и по њој елементе делимо на главне, споредне, оне које нам сметају, и оне које нас збуњују.

### Принцип ритма
Ритам је понављање истих или сличних елемената и облика, тонова или боја у одређеним варијантама. Ако су исте варијације тада имамо правилни ритам а код различитих имамо неправилни ритам. За исправни ритам мора бити присутан одређени број елемената и његове варијанте. Занимљиво делује нарушавање ритма.

### Принцип симетрије
Симетрија је правилан распоред елемената око средине или неке осе (вертикалне, хоризонталне или косе). Елементи су исти или веома сличних облика, величина или боје. Симетрија изазива равнотежу и мирноћу.

### Принцип контраста
Контраст је узајамно постављање двеју довољно различитих квантитета или квалитета. Врсте контраста су веома различите. У фотографији је важан тонални контраст или контраст боје. Поред контраста боја у употреби су и контрасти ствари, садржајни контрасти и емотивни контрасти.

### Принцип пропорције
Пропорција је однос између појединих реквизита који се употребљавају у суду величине објеката и ту се употребљава слика предмета који је јако познат да би се у односу на њега изразило мерило одређеног објекта.

## Линеарна композиција
Линије настају на оштром разграничењу између два тоналитета и то са предметима које су ограничене линијама, разликама у светлости и сенци евентуално помоћу посебних фотографских поступака као што је нпр. Сабатијеров ефекат. На основу места, смера и карактера имају линије различите учинке. У природи дословно линије не постоје али су оптичке појаве које стварају површине објеката у правцу погледа посматрача. Облици који су слични линијама су на пример телефонске жице односно каблови, путеви, железничке шине и слично што може послужити уметнику у одређене сврхе. Све ове елементе може уметник да употреби за компоновање слика. Линију ће створити и мали предмети који су поређани један поред другог. Јако важно у погледу састава линија јесте место где се предмети налазе јер ће мала промена перспективе утицати на карактер линије и јако ће утицати на естетски утисак. У фотографији се могу закривљене линије допуњавати меким или оштрим осветљењем које води у наглашавање линија. Мека осветљења ће слику хармонизирати док тврда светла могу пренагласити одређене линије.

### Праве
Праве линије имају различите утицаје на слике у зависности од тога како су смештене на слици. Водоравне линије представљају мирноћу и са њима се губи утисак просторности у слици. Вертикалне линије на пример у архитектури стварају утиске о висини као и снази и величини. Састављене линије стварају утисак о даљини и привлаче посматрача на место где се састају. У фотографији састављањем линија се може лако изражавати просторна дубина слике јер око и мозак ове елементе схвата и идентификује са просторним дубинама. Косе и дијаметралне линије такође надовезују на утиске простора, динамику, акцију и промену и воде посматрача од угла до угла слике. Линије слева косо према доле стварају утиске опадања док обрнуто с леве стране према горе удесно стварају утиске раста. Велики број линија на слици може да створи хаос на слици и да збуне посматрача те да се линије схвате као неки узорци.

### Заобљене криве
Заобљене криве се употребљавају ради стварања утиска динамике и тока на слици. По правилу су више естетски пријатне јер су спојене са меким и извијеним стварима. У поређењу са правим линијама ове линије стварају већу динамику на слици. Обљубљена линија је линија у облику латиничног слова „S“ а у спајању ове линије настаје таласаста линија која делује мекано, пријатно и ствара утисак кретања. Закривљене линије не би требало на буду на крајевима слике или фотографија као ни да их напусте нагло јер би то сметало сликама.

## Тонална композиција
Тонови на снимку настају изображавањем површине одређене боје и њеног одраза осветљењем одређеног интензитета и боје. Облик се ствара без линије помоћу боје и тоналитета. Облик може бити камен, планина или облак на хоризонту. Ако треба да се самостално ликовно одреди мора да заузима довољно површине. Главни мотив треба да буде тонално различит од своје околине. Тамни оквири повећавају утиске просторности. Задњи доњи део стабилизује слику. Најсветлији део је потребно ставити ближе месту главне пажње али не у геометријску средину слике или на руб слике. Светла површине се чини већом него иста такова тамна површина. Тон површине је светлији ако се налази у оквиру тамне површине и обрнуто је тамнији ако се налази у оквиру светле површине. Тако треба помоћу сенки формирати светле зоне и помоћу светлих зона формирати сенке.

## Композиција боје
Перцепција боје је сложен физиолошки и психолошки процес код којег важи:
- физикални поднетовање боје
- вредновање поднетовања видом психофизикалним
- пренос перципирања до мозга и његово вредновања психосензорско

Физикални свет боје је одређен његовим интензитетом и спектралним саставом, бојом допадајућег светла. Код сниженог осветљења се снижава способност разликовања боја.

## Композиционе технике

### Правило златног пресека
Као златни пресек се обележава однос 1:1,618. У уметности и фотографији се сматра да је то идеална пропорција између разним дужинама. Златни пресек настаје када се једна дуж подели тако да се однос мањег дела према већем делу односи тако као однос већег дела према целој дужи.
Већ најмање од ренесансе су уметници користили златан пресек нарочито у оквиру тзв. златног правоугаоника у којем се златни пресек садржи као однос страна. Златни пресек делује јако пријатно и ове односе можемо пратити и у природи.

### Правило трећина
Правило трећина је једно од основних правила у ликовној уметности. Циљ је смештање предмета и области интереса у блискост једне од линија којим би слика била подељена на три једнака дела. Даљи циљ је смештање објеката у пресек трећинских линија.

### Планови слике
Композиција фотографије пејзажа полази од сликарства које је делило слику у планове. У првом плану се налази изражајно небо и предњи план детаљ или елеменат који на интересантан начин отвара поглед према пејзажу. Први план наглашава дубину простора.
У други план се смешта главни елеменат снимка који је најсадржајнији део. Фотограф може да искористи перспективу, косе линије или криве линија као и друга правила компоновања слике.
Снимак се завршава са трећим планом који је удаљен и који су на пример планине и шуме. Померањем хоризонта на крај слике („високи хоризонт“) се наглашава блиски предмет у предњем плану. Смештањем хоризонта у доњи део слике („ниски хоризонт“) се наглашава простор и даљине. Присутност и карактер облака мора да одговара и да доцртава расположење на снимку или слици.

### Објашњење простора
- „Затворени простор“ је композиционо са обе стране затворени снимак. На пример високим дрвећем.
- „Отворени простор“ је композиционо незатворени снимак где се хоризонт протеже до рубова слике и наставља се мимо слике.
- „Дијагонала“ делује динамички и као раст и као силажење и повећаће просторност снимка.
- „Хоризонт“ делује на снимку умирујућим утисцима.
- „Прожимање линије“ увек ће привући пажњу за посматрача.
- „Ритам“ ако је правилан може да буде досадан и интересантан ће бити његов прекид.

### Птичија перспектива
Поглед одозго или птичија перспектива је поглед одозго тако као да је посматрано од птица.

### Жабља перспектива
Поглед одоздо према доле, жабља перспектива јесте поглед на објекат као да је посматрач жаба.

## Остале технике
- Субјект не би требало да буде окренут лицем ван слике.
- Предмет који се креће требало би да има простора напред у правцу покрета.
- Треба се клонити подели слике на једнаке половине.
- Линија хоризонта слике не би требало да дели слику на једнаке делове и требало би да буде или помакнута према доле или у горњем делу слике.
- Пластичност пејзажа под снегом требало би да буде изражајнија прилико сликања против сунца.